# Gornji Oštrc
Gornji Oštrc – wieś w Chorwacji, w żupanii zagrzebskiej, w gminie Žumberak. W 2011 roku liczyła 57 mieszkańców.